# Nigellus de Longchamp
Nigellus de Longchamp (auch: Nigellus Wireker, Nigel von Canterbury, Nigel Witeker, anglonormannisch: Néel de Longchamp) (* um 1130; † um 1200 in Canterbury) war ein anglonormannischer mittellateinischer Dichter und Satiriker.
Es soll aus einer normannischen Familie stammen, die nach England übersiedelte. Um 1170 trat er in das Kloster Christ Church in Canterbury ein und wurde Priester. Zu seinen Werken gehören das um 1180 erschienene speculum stultorum (dt. Narrenspiegel), das noch Jahrhunderte später Neuauflagen erlebte und der Tractatus contra curiales et officiales clericos, in dem er Vetternwirtschaft, Ämterhandel und Ehrgeiz in der Kirche anprangert.
Das letztere Werk ist Wilhelm von Longchamp, dem Bischof von Ely, gewidmet.